# 萬角咀

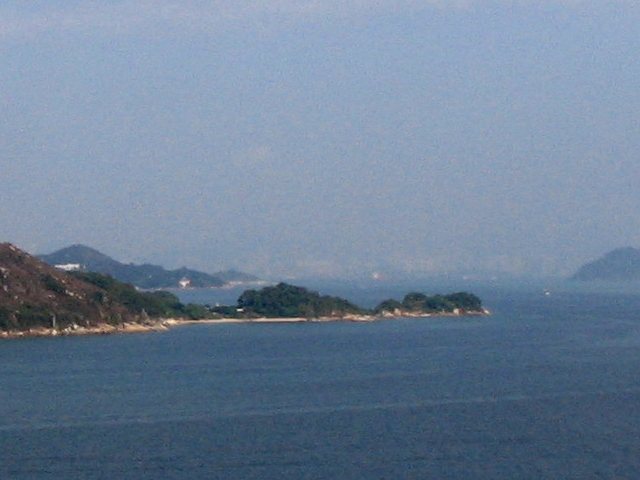
萬角咀

萬角咀位於是香港的一個海角，位於大嶼山銀礦灣以東，喜靈洲之西北方。
是屬一連島沙洲

## 考古
據史籍記載，當時中國南方是百越族人聚居的地方，而根據考古的發現，早在數千年前已有人在附近聚居。1977年，「李府食邑稅山」分界石分別在梅窩及萬角咀發現，經考証後，歷史學家認為界石是用來劃定南宋期間，廣東官吏李昴英的食邑封地。後來香港政府將萬角咀的一塊「李府食邑稅山」界石移送往香港歷史博物館內，而在梅窩發現的一塊，則已被安放到梅窩碼頭巴士總站內的公園。另外於1999年7月至8月期間，古物古蹟辦事處於萬角咀發現唐朝窰狀建築及和大量青銅時代的銅器，這可進一步證實數千年前已有人在附近聚居，直至今日。

## 靈異傳說
早在20世紀，海員相傳萬角咀曾有靈異事件。有報章引述生於二次大戰前的船長梁明基指，萬角咀附近多山墳，以往曾有漁民在萬角咀近岸捕魚，後來卻一去不返。一些航海人士因天后、鬼神之說，航經該處時會燒衣紙元寶，撒落大海，以求安心，但如今新一代的海員已沒有維持這一傳統。

## 重大事故
雖然萬角咀附近航道不算繁忙，政府亦有建設燈塔，但該處也曾發生船隻擱淺意外。
2006年5月12日下午，新世界第一渡輪新傑號載同81名乘客及5名船員由中環駛往梅窩，駛至萬角咀附近時，突然失控剷上石灘後擱淺，乘客和船員被困船上，要由趕到的消防輪接走，其中一名跌傷的老婦和報稱不適的副船長送院，兩人均無大礙。肇事船隻待至晚上潮漲時才能離開。

## 資料來源
- 《航道易駕駛 出意外難明》，(香港經濟日報，2006年5月13日)